# 冼夫人
冼夫人（522年—602年），一说名为冼英，南北朝时期高涼郡俚人，為俚人女領袖和軍事家，被册封为南梁宋康郡夫人、陳朝石龍太夫人、隋朝譙國夫人，諡誠敬夫人。

## 生平

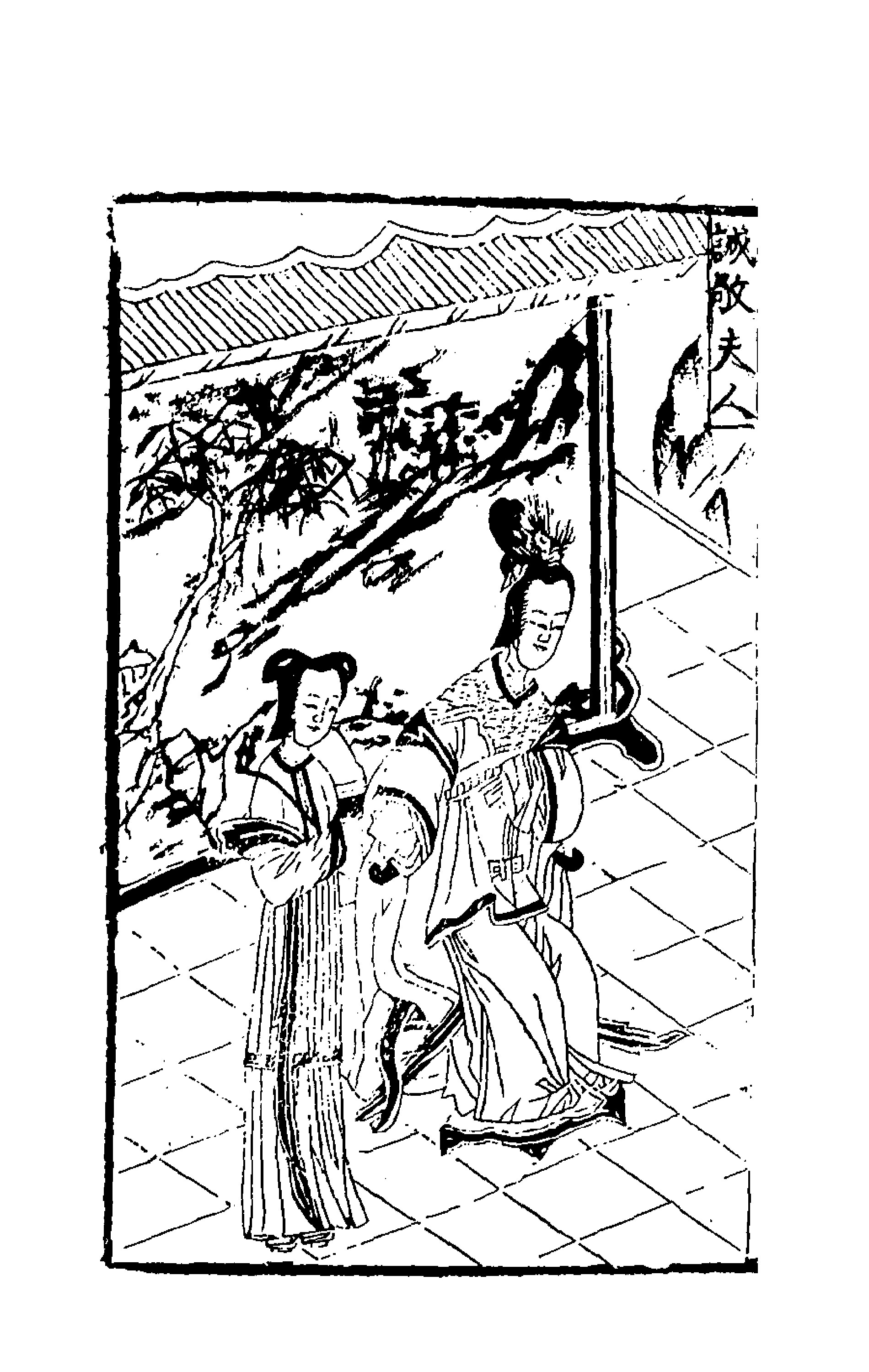
冼夫人

南梁普通三年（522年），冼夫人出生在高凉郡的南越俚人部落首领家庭，自幼聪慧，多谋善断，已成为一名能行军布阵的青年女首领，南梁大同初年（535年），冼夫人接受罗州刺史冯融的礼聘，与冯融之子、高涼郡太守冯宝结为夫妻。婚后，冼夫人輔佐馮寶平息了今广东省境内的俚族原住民與中原人士的衝突，促進了中原人和俚族的和解，引海南島各部落歸附南梁，並请设崖州，使海南島再次成為古代中國中央王朝設立的正式政區。
南梁侯景之亂時，冼夫人率兵擊破高州刺史李遷仕，並與都督陳霸先聯合。陳朝建立後，冼夫人即率眾歸附陳朝。陳朝太建二年（570年），廣州刺史歐陽紇反，將冼夫人兒子馮僕騙去，欲誘迫他同反。冼夫人不以兒子之安危為念而肯負國家，立即布兵拒境，并與陳朝遣討軍隊全力擊潰叛軍，獲冊封為中郎將、石龍太夫人，儀仗比照刺史。
隋文帝出兵南下滅陳朝後，冼夫人保境安民，被俚族尊為「聖母」。隋朝總管韋洸被陳朝嶺南守將徐璒所阻，於嶺下停滯不前，無法進入嶺南。徵陳主帥楊廣命令陳後主致書冼夫人，使其歸隋朝，為了證明是真的，還把冼夫人曾經獻給陳朝皇帝的扶南犀杖及陳後主的兵符拿給她看。冼夫人見到信及物件，始確信陳朝已滅亡，便派孫子馮魂迎韋洸嶺南，各地才聞風歸附。從此嶺南地區全部歸隋朝管轄。
不久番禺人王仲宣謀反，越族首領皆響應，圍韋洸於嶺南首府南海，並派兵進屯衡山，斷絕中原和嶺南的交通。冼夫人派遣孫子馮暄領兵救援韋洸。由於馮暄與叛軍將領陳佛智素來友善，故意停留不解南海之圍。冼夫人知道之後，派人將馮暄監禁，改派另一名孫子馮盎討伐陳佛智，擊敗陳佛智並將其斬首。再進兵至南海，與鹿願軍會合，共敗王仲宣。是役，冼夫人親自被甲，率領軍隊，保護隋文帝使節裴矩招撫嶺南各州，使蒼梧郡南越族首領陳坦、岡州馮岑翁、梁化鄧馬頭、藤州李光略、羅州龐靖等皆來參謁裴矩，歸順隋朝。隋文帝大表贊賞，拜馮盎為高州刺史，並赦免馮暄，拜為羅州刺史，追贈馮寶為廣州總管、譙國公，冊封冼夫人為譙國夫人，讓譙國夫人開創幕府，可以自由任命長史及下屬官員，給予印章（有實權），可以調動俚族各部及嶺南六州兵馬，若遇有機急，可便宜行事。將宋康邑再次授予馮僕的遺孀（冼夫人亡夫馮寶原為南梁宋康郡公，冼夫人本為南梁宋康郡夫人。隋朝修改地方體制，不設宋康郡）。
隋仁寿元年（601年），番州總管趙訥貪汙，苛待人民，使南越諸俚獠叛亂。冼夫人派遣長史張融向朝廷報告，提出安撫之法，並告發趙訥罪狀。隋文帝派遣使者調查，查獲趙訥的贓款，將趙訥法辦，降旨委託冼夫人招撫叛民。冼夫人親自帶著詔書，自稱使者，遍曆十餘州，宣述隋文帝之意，勸諭俚獠各部，所至皆降。隋文帝為表嘉獎，賜冼夫人临振县（今海南省三亚市）1500户给冼夫人作汤沐邑，並追贈馮僕為岩州總管、平原郡公。
仁壽二年（602年），冼夫人于巡视海南时病逝，谥号誠敬夫人。

## 影响

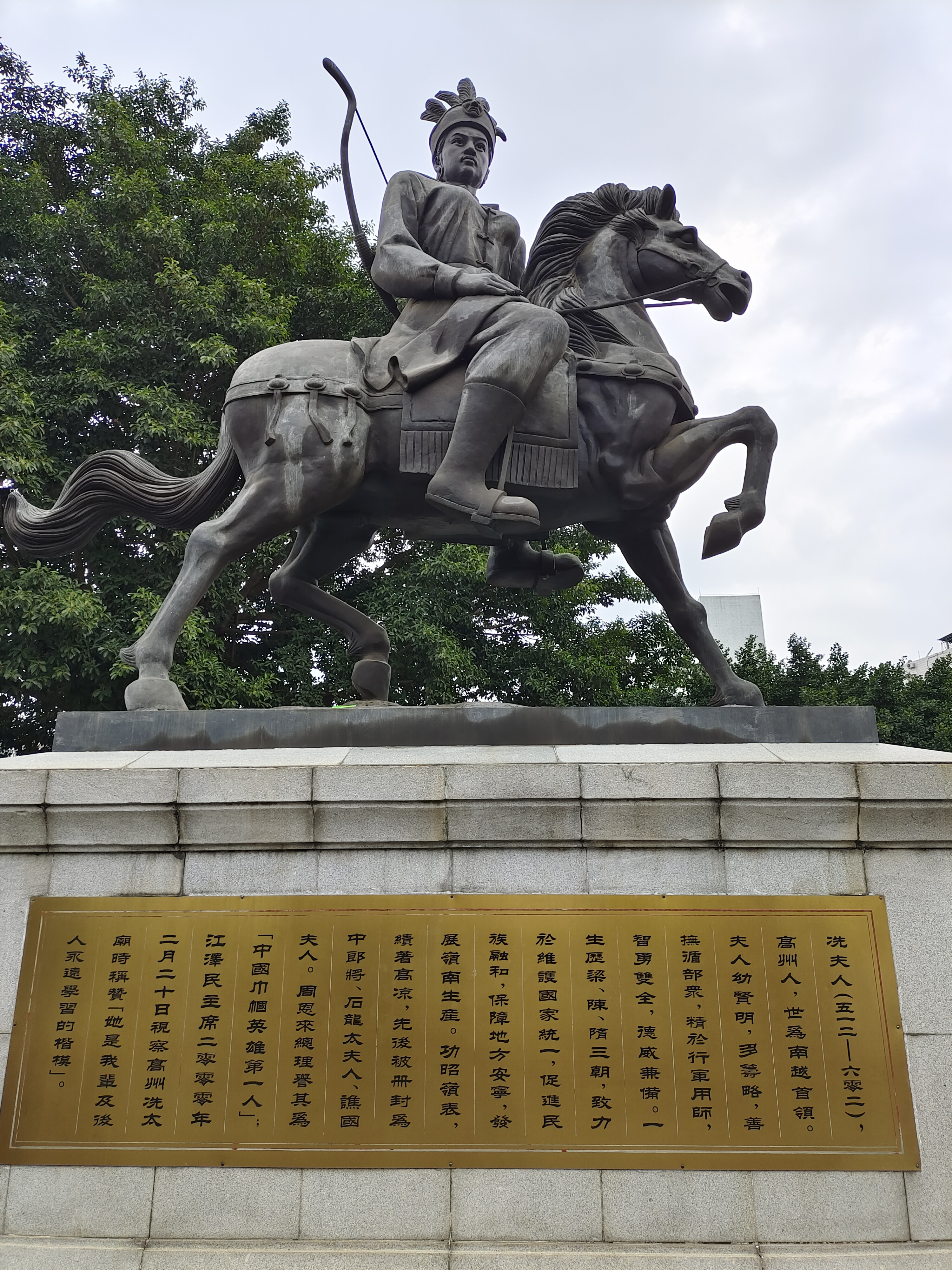
广东高州冼太庙前冼夫人雕像

冼夫人逝世后，后人在各地建庙供奉以示纪念，冼夫人在广东（粤西地区）、海南乃至马来西亚等东南亚华侨聚居地拥有广泛信众，她和丈夫冯宝还被民众作为“和合神”加以崇奉。清康熙《茂名县志》记载，“十一月二十四日冼夫人诞辰，正日及前后数日，演戏、祭奠，城市乡落有庙之处皆然”。目前，全球的冼夫人庙（冼太庙）超过2000座。对冼夫人的敬仰而逐渐形成的冼夫人信俗入选第四批国家级非物质文化遗产代表性项目名录。
广东茂名市、高州市则以冼夫人“我事三代主，唯用一好心”为基础，以“好心茂名”、“好心高凉”作为城市文化品牌。

## 纪念
- 隋谯国夫人冼氏墓（冼太夫人故里文化旅游景区）
- 冼太庙
  - 高州冼太庙
  - 旧城冼太庙
  - 高凉岭冼太庙
  - 山兜村娘娘庙
- 冼太诞辰纪念活动
- 军坡节（海口冼夫人文化节）
- 电白电城镇冼太夫人纪念学校
- 高州长坡镇冼太夫人小学

## 相关艺术作品

### 戏剧
- 《冼夫人》：2018年海南省琼剧院创作的琼剧剧目，由林川媚主演
- 《冼夫人》：2018年茂名市桃花粤剧团创作的粤剧剧目，由钟楚芸、彭永东主演
- 《谯国夫人》：2019年广东粤剧院、广州粤剧院创作的粤剧剧目，由曾小敏、欧凯明、黎骏声主演
- 《冼夫人》：2020年广州粤剧院、春梅艺术（广州）有限公司创作的粤语戏曲音乐剧，由黄百鸣监制、高志森担任总导演、焦媛担任执行导演、麦嘉编剧、苏春梅主演

### 电影
- 《冼夫人之浩气英风》（2017）：穆龙导演，李明启、计春华主演。
- 《谯国夫人》（2023）：粤剧电影，曾小敏主演。

### 电视剧
- 《冼夫人》：1990年武汉电视台制作的6集电视剧，由谭晓燕主演
- 《冼夫人》：2001年广东省委宣传部制作的6集电视剧，由金玉婷主演
- 《谯国夫人》：2023年广东广播电视台、北京光兆大地传媒制作的35集电视剧，由叶璇、任重主演

## 相关書目
- 《隋書·卷八十·列传第四十五·譙國夫人傳》
- 《北史·譙國夫人冼氏傳》

## 延伸阅读
[在维基数据编辑]
 《北史·卷091》，出自李延壽《北史》
 《隋書·卷80》，出自魏徵《隋书》
 在维基共享资源阅览影像